# Sarah Brackett
Pour les articles homonymes, voir Brackett.
Sarah Brackett, née le 13 mai 1938 à Lake Forest (Illinois) et morte le 17 juin 1996 dans le quartier de Westminster à Londres au Royaume-Uni, est une actrice britannique.

## Filmographie partielle

### Cinéma
- 1964 : Le Secret du docteur Whitset de Charles Crichton : Nurse
- 1964 : Le Masque de la mort rouge de Roger Corman : Grandmother
- 1964 : Un commerce tranquille de Guido Franco et Mel Welles
- 1966 : Mes funérailles à Berlin de Guy Hamilton : Babcock
- 1967 : Battle Beneath the Earth de Montgomery Tully : Meg Webson
- 1970 : Rubia's Jungle de Pim de la Parra
- 1974 : Sex Play de Jack Arnold : Harriet Best
- 1976 : Emily de Henry Herbert : Margaret / Mother
- 1981 : Priest of Love de Christopher Miles : Achsah Brewster
- 1983 : La Loi des seigneurs de Franc Roddam : Mrs. Durrell
- 1984 : La Dernière Victime de Michael Winner : School Secretary
- 1987 : Odyssée d'amour de Pim de la Parra : Elizabeth Henkes

### Télévision

#### Séries télévisées
- 1962  : Le Saint : L'Élément du doute (saison 1 épisode 8) : Nurse
- 1963 : Hugh and I : April in Paris (saison 2 épisode 4) : Check-in Clerk
- 1964 : Le Saint : Philanthropie (saison 3 épisode 12) : Tristan Brown
- 1965 : Danger Man : It's Up to the Lady (saison 1 épisode 19) : Glover's secretary
- 1965 : Danger Man : Have a Glass of Wine (saison 1 épisode 20) : Annette
- 1966 : BBC Play of the Month : Lee Oswald: Assassin (saison 1 épisode 6) : Katherine Mallory, Univ. of Michigan
- 1967 : George and the Dragon : The French Lesson (saison 2 épisode 3) : Air Hostess
- 1968 : Thirty-Minute Theatre (en) : The News-Benders (saison 3 épisode 13) : The Secretary
- 1968 : Portrait de femme :
  - Proposals (saison 1 épisode 1) : Henrietta Stackpole
  - Bequests (saison 1 épisode 2) : Henrietta Stackpole
  - Schemes (saison 1 épisode 3) : Henrietta Stackpole
  - Decisions (saison 1 épisode 4) : Henrietta Stackpole
  - Dissensions (saison 1 épisode 5) : Henrietta Stackpole
  - Revelations (saison 1 épisode 6) : Henrietta Stackpole
- 1968 : Detective : Deaths on the Champs Elysees (saison 2 épisode 16) : Valerie Dupont
- 1969 : The Way We Live Now : 
  - Nothing Venture (saison 1 épisode 2) : Mrs. Hurtle
  - Melmotte's Glory (saision 1 épisode 3) : Mrs. Hurtle
  - Melmotte Contra Mundrum (saison 1 épisode 4) : Mrs. Hurtle
  - Close of Play (saison 1 épisode 5) : Mrs. Hurtle
- 1969 : Counterstrike : 
  - King's Gambit (saison 1 épisode 1) : Mary
  - Joker One (saison 1 épisode 2) : Mary
  - On Ice (saison 1 épisode 3) : Mary
  - Nocturne Gambit (saison 1 épisode 4) : Mary
  - Monolith (saison 1 épisode 5) : Mary
  - Out of Mind (saison 1 épisode 6) : Mary
  - The Lemming Syndrome (saison 1 épisode 7) : Mary
  - Backlash Gambit (saison 1 épisode 8) : Mary
  - All That Glistens (saison 1 épisode 9) : Mary
  - The Mutant (saison 1 épisode 10) : Mary
- 1972 : The Golden Bowl : Mr. Verver (saison 1 épisode 2) : Mrs. Rance
- 1975 : The Doll (saison 1 épisodes 1 et 3) : Linda Braithwaite
- 1976 : Katy (saison 1 épisodes 4, 5 et 6) : Mrs. Florence
- 1980 : Oppenheimer  (saison 1 épisodes 3 et 4) : Priscilla Duffield
- 1982 : Month of the Doctors  (saison 1 épisode 1) : Char Shaw
- 1983 : The Old Men at the Zoo : Armageddon (saison 1 épisode 4) : Reporter at White House

#### Téléfilms
- 1965 : Songs of the American Civil War de Julian Bond
- 1978 : Dylan de Richard Lewis : American hostess
- 1985 : What Mad Pursuit? de Tony Smith : Lady at Literary Luncheon